# Backcourt
Als Backcourt (im Deutschen Rückraum oder sinngemäß „hinteres Feld“) werden in der Sportart Basketball zusammenfassend die Positionen Point Guard und Shooting Guard bezeichnet. Das Gegenstück ist der Frontcourt.
Die Einteilung der Aufbauspieler in einen Point Guard und einen Shooting Guard ist eine neuere Erfindung. Ursprünglich waren die beiden Guards – ebenso wie die beiden Forwards – mit den gleichen Aufgaben betraut, nämlich den Ball aus dem Rückfeld (der eigenen Spielhälfte) nach vorne zu bringen und dort Spielzüge zu starten. Da die beiden Guards in der Regel außerhalb der Dreipunktelinie, also relativ weit weg vom Korb agieren, nennt man sie zusammenfassend den Backcourt (im Gegensatz zum Frontcourt aus Center und Forwards). Spieler, die beide Aufbaupositionen in ihrer heutigen Ausprägung auf vergleichbarem Niveau einnehmen können und dementsprechend eingesetzt werden, bezeichnet man inoffiziell auch als Combo Guards.
Die Bezeichnung Guard stammt aus der Entstehungszeit der Sportart Basketball, als man die Spieler – wie im Fußball – in Angreifer (Forwards) und Verteidiger (Guards) einteilte. Doch schon nach kurzer Zeit stellte sich heraus, dass sowohl im Angriff als auch in der Verteidigung alle fünf Feldspieler eingebunden sein würden. Die Einführung der Mittellinie 1932 und das damit einhergehende Verbot des Rückspiels verstärkte diese Entwicklung noch. Die Abschaffung des Sprungballs nach jedem Korberfolg (stattdessen gibt es Einwurf unter dem eigenen Korb) im Jahr 1937 ließ die Guards auf den schnellen Ballvortrag und damit den Spielaufbau spezialisieren. Als Basketball in den 1930er Jahren nach Deutschland kam, entstand daher die Bezeichnung Aufbauspieler.